# Remon
Remon (檸檬 lit. Limón?) es una colección de cuentos cortos del autor japonés Motojirō Kajii. Fue escrito en 1924 y autopublicado por el mismo Kaijii, siendo este su primer dōjinshi. El libro original estaba hecho a mano, tenía un total de 28 páginas y encuadernado con grapas. El interior estaba impreso en color y contaba con varias fotografías en blanco y negro. La portada tenía dibujada una columna vertebral y una fotografía a color en el frente.
Remon es una de las pocas obras de Kajii que se han traducido al inglés. A pesar de que fue un escritor relativamente desconocido durante su corta vida, publicó en algunas revistas literarias, y sus historias cortas y poéticas hoy en día son reconocidas en su país de origen como obras maestras. La historia epónima "Remon" es conocida como su obra representativa.

## Argumento
El protagonista, quien padece de una enfermedad pulmonar, se encuentra todo el tiempo atormentado por una inexplicable ansiedad. Perdió el interés en Maruzen (una cadena de tiendas departamentales), música y poesía que antes le interesaba, y solo continúa caminando sin rumbo por Kioto. En una de estas caminatas, visita regularmente una tienda de frutas, dónde ve peculiares limones colocados uno al lado del otro. Procede a comprar un limón que le interesó; sientiendo que la frialdad de la fruta en su mano era la correcta. Después de aquello y, a pesar de detenerse en su tienda favorita, Maruzen, comenzó a sentirse incómodo.
Aún después de observar los álbumes de imágenes que le solían gustar, su sensación de insatisfacción no parece cambiar. Posteriormente coloca el limón a modo de una bomba de tiempo en la pila de ilustraciones, e imagina las obras de arte volando de la tienda Maruzen tras la explosión. El protagonista termina satisfecho con lo que había hecho.

## Interpretación
Remon es una historia corta que describe la sensación de un paciente enfermo y las emociones maliciosas que alberga cada persona. Kajii escribió muchas otras obras que tienen como protagonista a un personaje con una enfermedad pulmonar, debido a que el autor mismo se vio afectado por la tuberculosis durante gran parte de su corta vida, luchando constantemente contra esta y la pobreza. Kaijii murió de tuberculosis a los 31 años.

## En la cultura popular
Remon se ha convertido es un ejemplar básico de los libros de texto de literatura. De acuerdo con un informe del periódico Asahi Shimbun, muchos estudiantes de secundaria han emulado el acto desafiante del protagonista del cuento de dejar un limón en la sección de libros de Maruzen, una cadena de tiendas departamentales de Kioto que fue cerrada en octubre de 2005.